# Shigeru Sarusawa
Shigeru Sarusawa (猿沢 茂, Sarusawa Shigeru, Hiroshima, 30 januari 1960) is een Japans voormalig voetballer die als aanvaller speelde.

## Clubcarrière
In 1978 ging Sarusawa naar de Osaka University of Health and Sport Sciences, waar hij in het schoolteam voetbalde. Nadat hij in 1982 afstudeerde, ging Sarusawa spelen voor Mazda. Sarusawa beëindigde zijn spelersloopbaan in 1990.

## Interlandcarrière
Sarusawa speelde met het nationale elftal voor spelers onder de 20 jaar op het WK –20 van 1979 in Japan.